# Efecto contraste
El efecto contraste es el aumento o disminución, con relación a la normalidad, de la percepción, cognición y el rendimiento, como resultado de la exposición inmediatamente previa o simultánea a un estímulo de valor mayor o menor en la misma dimensión.
El efecto contraste se encuentra omnipresente en la percepción, cognición y rendimiento resultante humano y no humano. Así, por ejemplo, una persona parecerá más atractiva de lo normal cuando sea comparada con una persona menos atractiva y menos atractiva cuando sea comparada con una persona más atractiva.

## Tipos de contraste

### Contraste simultáneo
Identificado por Michel Eugène Chevreul, el contraste simultáneo se refiere a la manera en la cual los colores de dos objetos diferentes afectan mutuamente. El efecto es más notable cuando se compara entre objetos de colores complementarios.
En la imagen, ambos rectángulos interiores son exactamente del mismo tono de gris; sin embargo, el superior parece ser de un gris más claro que el inferior, debido al fondo proporcionado por los rectángulos exteriores.
Se trata de un concepto diferente al contraste, que se refiere a la diferencia de un objeto en color y luminancia, comparada con su entorno o fondo.

### Contraste sucesivo
El contraste sucesivo ocurre cuando la percepción de los estímulos que se están viendo es modulada por estímulos vistos previamente. Por ejemplo, cuando se mira atentamente el punto en el centro de uno de los dos discos coloreados en la fila superior por unos segundos y luego se mira el punto en el centro del disco de la misma columna en la fila inferior, los dos discos inferiores parecen tener diferentes colores por un momento, aunque sean de colores idénticos.

## Metacontraste y paracontraste
Se trata de un tipo de contraste que involucra tanto el tiempo como el espacio.
Cuando la mitad de un círculo se enciende durante 10 milisegundos, que es en su intensidad máxima. Si la otra mitad se muestra al mismo tiempo (pero 20-50 ms después), hay una inhibición mutua: el lado izquierdo se oscurece por la mitad derecha (metacontraste), y el centro puede ser completamente obliterada. Al mismo tiempo, hay un ligero oscurecimiento del lado derecho debido al primer estímulo; esto es paracontraste.

## Efecto contraste en los RRHH
Aparece cuando un entrevistador se reúne con diferentes candidatos con poca diferencia de tiempo entre ellos. Consiste en la evaluación que se hará de las características del último de los entrevistados en relación y comparación con las valoraciones de los anteriores candidatos. Puede ocurrir que los modelos de evaluación cambien a lo largo del proceso de selección según el desarrollo de la entrevista de cada candidato pero se seguirá comparando al entrevistado actual con los candidatos anteriores. Este sesgo, pone de manifiesto la importancia del lugar que ocupa el candidato en la agenda de entrevistas.
Para ejemplificar el efecto contraste haremos una comparación dramática. Por ejemplo, si comparamos un jugador de baloncesto de una altura de 2’10 cm con una persona de 1’70 cm de altura, hará que veamos a esta segunda como una persona bajita, tanto que parecerá más bajo que la media habitual. Nuestro cerebro, utiliza comparaciones para poner a las cosas y a las personas dependiendo del contexto. A veces, este tipo de comparaciones se ven afectadas por este tipo de sesgo.
Este sesgo, distorsiona los juicios cuando, por ejemplo, se va a reunir por primera vez con alguien en una entrevista de trabajo. No tenemos ninguna referencia para ayudarnos en el contexto y poder saber cómo desarrollar la entrevista. Sin embargo, el entrevistado comparará nuestra entrevista con la del candidato o candidatos entrevistados anteriormente. Si el candidato anterior era particularmente bueno, puede provocar que el siguiente candidato parezca completamente lo contrario, o al revés.
La investigación realizada por Derek Chapman y David Zweig propone que un proceso de entrevistas estructuradas pueden ayudar a disminuir las distorsiones del Efecto contraste:
1.  Evaluación de normalización. Utilizar puntuaciones estandarizadas o numéricas.  
2.  Preguntas sofisticadas. Utilizar preguntas conductuales y situacionales.
3.  Preguntas consecutivas. Hacer las preguntas a los entrevistados en el mismo orden.
4.  Preguntas relacionadas. Evitar preguntas que no estén relacionadas con el puesto.
La investigación sugiere que cuando las entrevistas son estructuradas, se centran plenamente en la selección de los candidatos en lugar de simplemente el reclutamiento de candidatos, lo que supone una ventaja al seleccionar a los candidatos que realmente se están buscando. También conducen a una menor sobrecarga de información y una mejor capacidad de comparar a los candidatos de una manera más objetiva.
Proporcionar soluciones con, por ejemplo entrevistas estructuradas, puede ayudarnos a reducir el efecto contraste cuando tenemos que evaluar a otros.